# World Literacy Summit

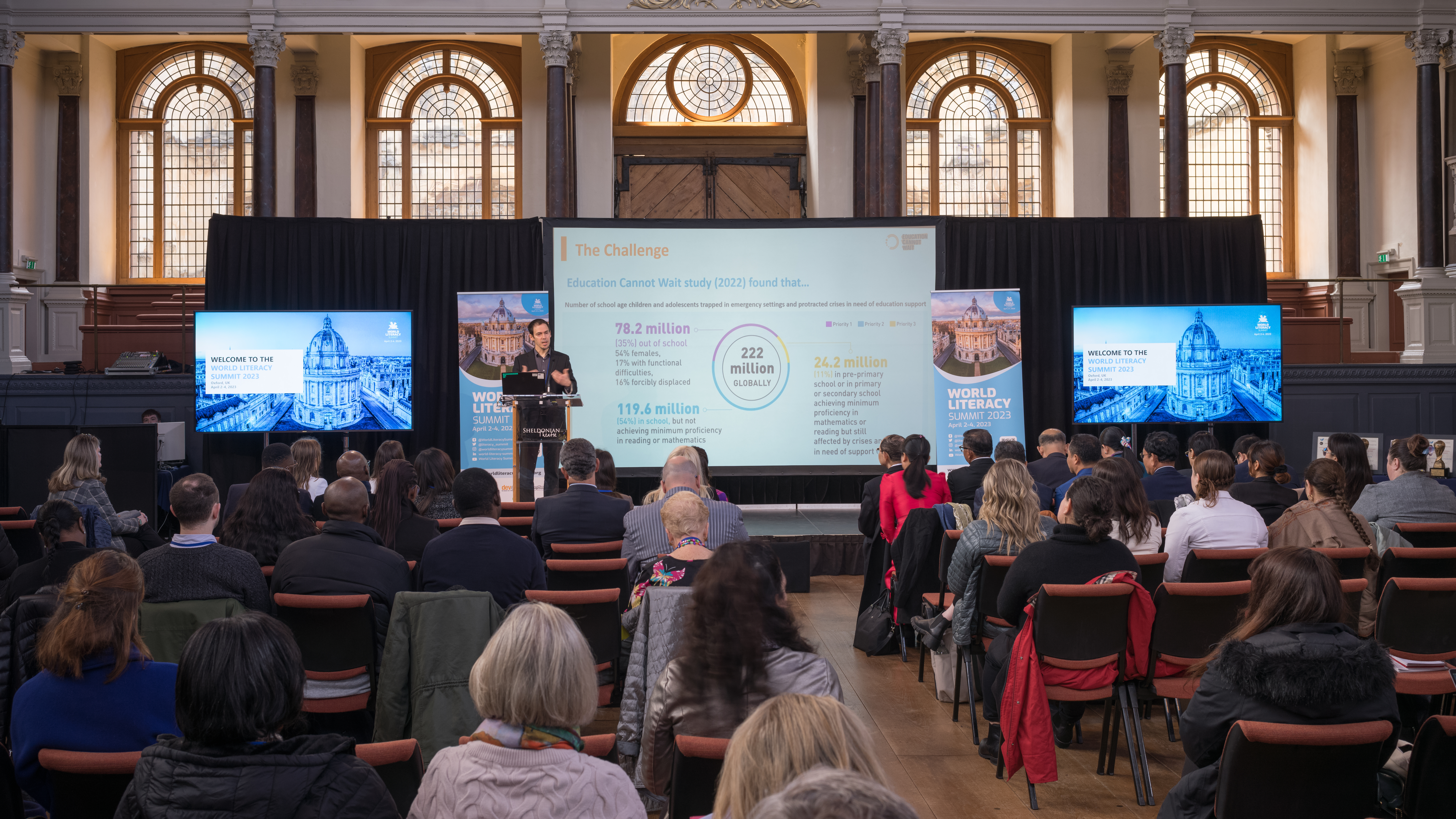
Präsentation während des World Literacy Summit 2023 im Sheldonian Theatre, Oxford.

Der World Literacy Summit ist eine seit 2012 in zweijährigem Abstand abgehaltene internationale Konferenz, die sich mit dem Problem mangelnder Lese- und Schreibfähigkeit (engl. literacy) von Kindern und Erwachsenen auseinandersetzt. Dabei widmet sich die Arbeit der Delegierten in erster Linie um den nach wie vor in vielen Ländern der Erde verbreiteten Analphabetismus. Darüber hinaus werden Themen behandelt, die sich mit dem Erwerb von Basisbildung – wie etwa dem Umgang mit neuen Informationstechnologien, Medienkompetenz oder dem Erlernen von einfachen politischen Zusammenhängen – als Voraussetzung für eine erfolgreiche Teilnahme an der Gesellschaft beschäftigen.
Der erste World Literacy Summit fand vom 1. bis zum 4. April 2012 in Oxford, England, statt. Zum Abschluss der von 249 Delegierten aus 52 Ländern besuchten Konferenz unterzeichneten die Teilnehmer die Oxford Declaration, in der sie Lösungen für eine Verbesserung der weltweiten Analphabetismus-Krise einforderten.
2020 wurde der Summit wegen der weltweiten COVID-19-Pandemie verschoben. 
2022 fand er online statt.